# André Pieyre de Mandiargues
André Pieyre de Mandiargues (født 14. marts 1909 i Paris, død 13. december 1991 i Paris) var en fransk forfatter, der i 1967 fik Goncourtprisen for romanen La Marge.
1. ↑  Navnet er anført på engelsk og stammer fra Wikidata hvor navnet endnu ikke findes på dansk.